# Религия в Сингапуре
Конфессии в Сингапуре по состоянию на 2020 год (%)
 Буддизм (31,1 %) Христианство (18,9 %) Ислам (15,6 %) Даосизм и китайская народная религия (8,8 %) Индуизм (5,0 %) Сикхизм и другие религии (0,6 %) Нерелигиозность (20,0 %)
Из-за исторических особенностей и этнической пестроты населения в Сингапуре представлено несколько религиозных конфессий и течений, ни одно из которых не является доминирующим. Свобода вероисповедания гарантируется конституцией республики (15-я статья). По состоянию на 2020 год основными конфессиями в Сингапуре были буддизм (31,1 %), христианство (18,9 %), ислам (15,6 %), даосизм и китайская народная религия (8,8 %), индуизм (5,0 %), сикхизм и другие религии (0,6) %. Нерелигиозными считали себя 20,0 % сингапурцев (в 2010 году — 17,0 %). В стране находится несколько примечательных культовых сооружений, в том числе первой половины XIX века, ведётся религиозное строительство, особенно по программе возведения новых мечетей. Несмотря на большое этно-религиозное разнообразие, в стране практически отсутствует религиозный экстремизм и вражда между членами различных конфессий. Среди молодёжи, особенно китайской, наблюдается отход от традиционных ценностей, в том числе от религиозных обрядов и приверженности культу предков.

## История
Вплоть до XIII века остров и находившееся на нём небольшое малайское торговое поселение входили в состав буддийского царства Шривиджая. В начале XIV века Сингапур превращается в наиболее оживлённый торговый центр Малаккского пролива, часто посещаемый китайскими, индийскими и арабскими купцами. Во второй половине XIV века остров стал ареной соперничества между Сиамом и яванской империей Маджапахит, и во время одного из нападений яванцы истребили местное население. В 1390 году принц Палембанга убил местного правителя и захватил остров. В 1402 году войска малайского княжества Патани, находившегося в вассальной зависимости от сиамцев, захватили Сингапур, вынудив принца бежать в соседнюю Малакку, где он вскоре принял ислам. Малакка становится столицей основанного им Малаккского султаната, который во второй половине XV века устанавливает контроль над Сингапуром.
В 1511 году португальцы захватывают Малакку, а Сингапур переходит во владение Джохорского султаната — малайского княжества, возникшего после падения Малаккского султаната. В 1587 году португальцы, насаждавшие повсюду католицизм, всё же захватили столицу султаната Джохор-Ламу, а в 1613 году уничтожили и его порт на острове Сингапур. Город приходит в запустение, а остров становится пристанищем морских пиратов. Вслед за португальцами в Юго-Восточную Азию устремились голландские, британские и французские колонизаторы, основывавшие свои торговые фактории. В 1795 году британцы установили контроль над Малаккой, а в 1818 году генерал-губернатор Британской Индии поручил губернатору Бенкулена Стэмфорду Раффлзу подыскать новый опорный пункт в Малаккском проливе, который бы помог британцам укрепиться в регионе.
В 1819 году Сингапур, формально входивший в состав владений султаната Риау-Джохор, вассала голландцев, но фактически принадлежавший султану Джохора, был занят британцами и превращён ими в свою торговую факторию (Нидерланды лишь в 1824 году отказались от притязаний на Сингапур). На тот момент на острове проживало 120 малайцев и 30 китайцев. Вслед за первыми британскими солдатами и чиновниками в Сингапур прибыли члены Лондонского миссионерского общества, открывшие школу для малайских и китайских мальчиков (в 1826 году здесь обосновались англикане, в 1864 году — Плимутские братья, в 1881 году — пресвитериане, в 1885 году — методисты). В 1824 году, согласно материалам первой переписи населения, здесь уже обитало 4,6 тыс. малайцев, 3,3 тыс. китайцев и 0,8 тыс. индийцев. Массовая иммиграция индийского населения началась в 30-х годах XIX века, когда в Британской Индии в результате разложения общины, обезземеливания крестьян и разорения мелких ремесленников произошло относительное аграрное перенаселение. Тысячи законтрактованных индийцев (кули), а также индийцев из числа солдат и мелких чиновников направлялись в британские колонии, где развивались плантационное хозяйство и промышленность. К середине XIX века китайцев насчитывалось 28 тыс. человек (более 1/2 населения), а к 1901 году — 165 тыс. (почти 3/4 населения). Наибольшие размеры иммиграция из Южного Китая приняла в конце XIX — начале XX века. Это было обусловлено расширением каучуковых плантаций и развитием промышленности (особенно резиновой и оловоплавильной) как в Сингапуре, так и в соседних с ним районах. Также в Сингапур переселялись небольшие группы выходцев с территории нынешних Малайзии и Индонезии.
В начале XX века Сингапур становится центром китайской политической эмиграции (здесь неоднократно бывали Кан Ювэй и Сунь Ятсен), а также центром возрождения китайской и малайской культуры (чему способствовали малайские мусульманские просветители и религиозные реформаторы, группировавшиеся вокруг издававшегося в Сингапуре журнала «Аль-Имам»). К 1911 году население Сингапура превысило 300 тыс. человек, в основном за счёт китайских и индийских иммигрантов (в отличие от предыдущих потоков, состоявших преимущественно из торговцев, ремесленников и слуг, теперь преобладали законтрактованные на плантации и заводы рабочие). Начиная со второго десятилетия XX века ежегодный приток иммигрантов составлял 150 — 250 тыс. человек, а в 1927 году даже достиг 360 тыс. человек. Однако, большая часть китайцев не оседала в Сингапуре, а со временем расселялась по другим территориям Юго-Восточной Азии. С 1930 года массовая иммиграция в Сингапур была запрещена (закон, принятый в условиях мирового экономического кризиса, впервые вводил квоту на въезд в страну иммигрантов-мужчин китайской национальности) и дальнейший рост населения происходил в основном за счёт естественного прироста. В 1953 году новый закон об иммиграции ввёл жёсткие ограничения на въезд лиц любых национальностей (на практике он не распространялся на европейцев). В 1957 году доля родившихся за границей составляла 35,7 %.
| Конфессия                        | 1849            | 1911             | 1921             | 1931             |
| Буддизм, даосизм и конфуцианство | 27 526 (52,0 %) | 216 501 (69,4 %) | 310 163 (72,8 %) | 411 665 (72,5 %) |
| Ислам                            | 22 007 (41,6 %) | 53 595 (17,3 %)  | 69 604 (16,3 %)  | 86 827 (15,3 %)  |
| Христианство                     | 1 861 (3,5 %)   | 16 349 (5,2 %)   | 21 386 (5,0 %)   | 30 068 (5,3 %)   |
| Индуизм                          | 1 452 (2,8 %)   | 15 580 (5,0 %)   | 19 772 (4,6 %)   | 31 128 (5,5 %)   |
| Сикхизм                          | —               | 146 (0,05 %)     | 1 022 (0,2 %)    | 2 988 (0,5 %)    |
| Иудаизм                          | 22 (0,04 %)     | 707 (0,2 %)      | 623 (0,2 %)      | 777 (0,14 %)     |
| Другие конфессии                 | 23 (0,04 %)     | 14 (0,004 %)     | 38 (0,009 %)     | 306 (0,05 %)     |
| Нет данных                       | —               | 62 (0,02 %)      | 3 269 (0,8 %)    | 3 694 (0,7 %)    |
| Всего                            | 52 891 (100 %)  | 311 987 (100 %)  | 425 877 (100 %)  | 567 453 (100 %)  |

- Источник: Lai Ah Eng, Religious Diversity in Singapore, Institute of SEA Studies (32 стр.).

В августе 1958 года была зарегистрирована партия «Исламское движение». В 1959 году Сингапур был официально провозглашён самоуправляющимся государством, находящимся под опекой Великобритании, главой государства стал малаец Инче Юсуф бин Исхак, а премьер-министром — китаец Ли Куан Ю. В августе 1962 года был основан Индийский конгресс Сингапура. В 1963 — 1965 годах Сингапур входил в состав Федерации Малайзии, в августе 1965 года стал независимым государством. В 1965 году китайцы составляли 76,2 % населения Сингапура, малайцы — 14,6 %, индийцы — 7,1 %, прочие — 2,1 %. После обретения независимости малайскому языку был отведён почётный статус государственного языка, а китайскому, английскому и тамильскому языкам — статус официальных. Власти начали масштабную программу экономических реформ, попутно устранив любую политическую оппозицию (в том числе религиозного толка). В июле 1967 года на границе был введён строгий иммиграционный контроль с целью прекратить свободный приток рабочей силы из соседней Малайзии. В 1970 году доля родившихся за границей составляла 24,6 % (46 % иммигрантов родились в Китае, 35 % — в Малайзии, 10 % — в Южной Азии, 5 % — в Индонезии).
В 1973 году в Сингапуре насчитывалось около 900 тыс. китайцев-буддистов (40 % населения республики, в том числе 37 % приверженцев махаяны и 3 % приверженцев тхеравады), около 700 тыс. конфуцианцев и даоистов (30 % населения), до 370 тыс. мусульман (17 % населения, в том числе 16 % суннитов и 1 % шиитов), около 140 тыс. христиан (более 6 % населения, в том числе 3 % католиков и 3 % протестантов), около 110 тыс. индуистов (6 % населения), 3 тыс. сикхов и 1 тыс. иудеев.
В 1978 году в Сингапуре проживало 1 775 тыс. китайцев, 265 тыс. малайцев, 110 тыс. тамилов (в том числе ланкийских тамилов), 50 тыс. яванцев, 30 тыс. индонезийских малайцев, 20 тыс. малаяли, 15 тыс. евроазиатов, 10 тыс. каннара, 10 тыс. панджабцев и синдхов, 10 тыс. хиндустанцев и бихарцев, 9 тыс. англичан, 7 тыс. американцев, 5 тыс. бугов, 3 тыс. арабов, 2 тыс. шотландцев, по 1 тыс. евреев, голландцев и афганцев, по нескольку сот бирманцев, филиппинцев, тайцев, корейцев, армян, испанцев и португальцев. В 1987 году 76,1 % населения Сингапура составляли китайцы (1 988,6 тыс.), 15,1 % — малайцы (393,8 тыс.), 6,5 % — индийцы (169,1 тыс.) и 2,3 % — прочие (61,3 тыс.).
Согласно переписи 1980 года, 56 % жителей Сингапура были буддистами и даоистами, в подавляющем большинстве это китайцы (1,2 млн человек). Буддизм исповедовали также 1,2 тыс. индийцев, более 0,3 тыс. малайцев и около 7 тыс. человек других национальностей. 16 % населения или 323,8 тыс. человек исповедовали ислам, среди них преобладали малайцы (почти 90 % мусульман). Христиане составляли 10 % жителей страны (203,5 тыс.), 79 % которых — китайцы, остальные — индийцы, европейцы и другие этнические группы. Протестантов насчитывалось 112 тыс. человек, а католиков — 91 тыс. На индуистов приходилось 4 % населения (72,4 тыс.), их подавляющее большинство — выходцы из Индостана.
Сингапур (1900 г.)
В 1981 году, во избежание социальных конфликтов и в соответствии с новым экономическим планом, власти Сингапура приняли решение постепенно отказаться от услуг иностранных рабочих (преимущественно низкоквалифицированных или занятых в тех отраслях, которые не были в приоритете у правительства). В конце 1982 года была запрещена вербовка рабочих из всех азиатских стран, кроме Малайзии и Индонезии. К концу 1984 года за пределы Сингапура были высланы все иностранные рабочие, кроме занятых в строительстве, судостроении и домашнем хозяйстве (в основном тайцы, филиппинцы, индийцы и бангладешцы). В результате этих мер с 1981 по 1984 год общее количество иностранных рабочих сократилось со 180 тыс. до 100 тыс. человек.
| Конфессия        | 1980   | 1990   | 2000   |
| Буддизм          | 27,0 % | 31,2 % | 42,5 % |
| Ислам            | 15,7 % | 15,3 % | 14,9 % |
| Христианство     | 10,1 % | 12,7 % | 14,6 % |
| Даосизм          | 30,0 % | 22,4 % | 8,5 %  |
| Индуизм          | 3,6 %  | 3,7 %  | 4,0 %  |
| Другие конфессии | 0,5 %  | 0,6 %  | 0,6 %  |
| Нерелигиозность  | 13,0 % | 14,1 % | 14,8 % |

- Источник: Lai Ah Eng, Religious Diversity in Singapore, Institute of SEA Studies (37 стр.).

| Этническая группа / конфессия                                         | 1980                                      | 1990                                      | 2000                                      |
| Китайцы Христианство Буддизм Даосизм Другие конфессии Нерелигиозность | 100,0 % 10,9 % 34,3 % 38,2 % 0,2 % 16,4 % | 100,0 % 14,3 % 39,4 % 28,4 % 0,3 % 17,7 % | 100,0 % 16,5 % 53,6 % 10,8 % 0,5 % 18,6 % |
| Малайцы Ислам Другие конфессии Нерелигиозность                        | 100,0 % 99,6 % 0,3 % 0,1 %                | 100,0 % 99,5 % 0,3 % 0,2 %                | 100,0 % 99,5 % 0,4 % 0,1 %                |
| Индийцы Христианство Ислам Индуизм Другие конфессии Нерелигиозность   | 100,0 % 12,5 % 22,1 % 56,3 % 8,0 % 1,2 %  | 100,0 % 12,2 % 26,5 % 53,1 % 7,1 % 1,2 %  | 100,0 % 12,1 % 25,6 % 55,4 % 6,3 % 0,6 %  |

- Источник: Lai Ah Eng, Religious Diversity in Singapore, Institute of SEA Studies (39 стр.).

| Конфессия (1990) | Китайцы | Малайцы | Индийцы | Другие |
| Буддизм          | 99,6 %  | —       | 0,2 %   | 0,2 %  |
| Даосизм          | 100 %   | —       | —       | —      |
| Христианство     | 88,3 %  | 0,2 %   | 6,7 %   | 4,8 %  |
| * Католицизм     | 78,1 %  | 0,2 %   | 11,2 %  | 10,5 % |
| * Протестантизм  | 94,4 %  | 0,2 %   | 4,0 %   | 10,5 % |
| Ислам            | 1,0 %   | 85,5 %  | 12,2 %  | 1,6 %  |
| Индуизм          | 0,2 %   | 0,1 %   | 99,5 %  | 0,2 %  |
| Другие конфессии | 17,2 %  | 0,1 %   | 79,4 %  | 3,3 %  |
| Нерелигиозность  | 98,9 %  | 0,2 %   | 0,6 %   | 0,3 %  |

- Источник: Lai Ah Eng, Religious Diversity in Singapore, Institute of SEA Studies (39 стр.).

## Основные этнические группы
По состоянию на 2010 год в Сингапуре проживало 3,771 млн человек (в 2000 году — 3,273 млн), из которых 74,1 % были китайцами (в 2000 году — 76,8 %), 13,4 % — малайцами (в 2000 году — 13,9 %), 9,2 % — индийцами (в 2000 году — 7,9 %) и 3,3 % принадлежало к другим этническим группам (в 2000 году — 1,4 %). В 1973 году в Сингапуре проживало свыше 1,7 млн китайцев, более 370 тыс. малайцев, около 155 тыс. индийцев, около 40 тыс. европейцев и 25 тыс. евразийцев или евразиатов (группа смешанного европейско-азиатского происхождения — европейско-китайские, европейско-индийские и в меньшей мере европейско-малайские метисы, говорившие преимущественно на английском).
Среди сингапурских китайцев 43 % исповедовали буддизм ветви махаяна (в 2000 году — 53,6 %), 20,1 % — христианство (в 2000 году — 16,5 %), 14,4 % — даосизм (в 2000 году — 10,8 %), 0,4 % — ислам (в 2000 году — 0,3 %), 0,3 % — другие религии (в 2000 году — 0,3 %), 21,8 % считались нерелигиозными (в 2000 году — 18,6 %). Китайская община в подавляющем большинстве представлена потомками выходцев из южных провинций Китая и распадается на землячества (гунсы) по месту происхождения и диалекту. Более 2/5 сингапурских китайцев составляют фуцзяньцы (хокло, фучжоу, чаошань и путянь), свыше 1/5 — гуандунцы (кантонцы), остальные — хайнаньцы, гуансийцы и хакка. Хакка основали свой первый храм в Сингапуре в 1823 году, кантонцы — в 1824 году, чаошань — в 1826 году, фуцзяньцы — в 1828 году, хайнаньцы — в 1857 году. Этнокультурные особенности выходцев из разных провинций Китая долго сохраняли своё значение и на новом месте, но со временем утратили свою роль. Нередко землячества объединяют людей одинаковых и смежных профессий. Среди сингапурских китайцев распространены браки внутри своих земляческих общин. Немалую роль продолжают играть клановые ассоциации, постепенно падает влияние некогда активных тайных обществ (триад).
98,7 % малайцев исповедовали ислам (в 2000 году — 99,6 %), 0,7 % — христианство (в 2000 году — 0,3 %), 0,2 % — буддизм (в 2000 году — 0,1 %), 0,1 % — индуизм, 0,1 % — другие религии, 0,2 % считались нерелигиозными (в 2000 году — 0,1 %). К малайцам традиционно причисляются и выходцы из Индонезии, которые составляют 1/5 часть малайской общины Сингапура (главным образом яванцы, а также бугисы, банджары, минангкабау, мадурцы, ачехцы и сунды). На островах и в некоторых других местах сохранились потомки аборигенов Сингапура — оранг-лауты («люди моря»), которые в значительной степени ассимилированы другими малайцами. Главным связующим элементом различных групп малайской общины Сингапура является ислам. Все малайцы считают себя единой общиной, хотя и осознают различия в своём происхождении. В целом малайцы Сингапура почти не отличаются от малайцев Малайзии, обладая одинаковым языком и культурой.
Среди индийцев Сингапура 58,9 % исповедовали индуизм (в 2000 году — 55,4 %), 21,7 % — ислам (в 2000 году — 25,6 %), 12,8 % — христианство (в 2000 году — 12,1 %), 0,8 % — буддизм (в 2000 году — 0,7 %), 4,6 % — другие религии, главным образом сикхизм (в 2000 году — 5,6 %), 1,1 % считались нерелигиозными (в 2000 году — 0,6 %). Свыше 3/5 индийской общины Сингапура составляют тамилы (в том числе ланкийские), за которыми следуют малаяли, каннара, телугу и другие дравидоязычные народы. Около 1/6 индийцев являются выходцами из Северной Индии и Пакистана (главным образом панджабцы, а также синдхи, хиндустанцы, бенгальцы, гуджаратцы и маратхи). Проживают небольшие группы сингалов из Шри-Ланки и непальцев.
Среди других этнических групп 57,6 % исповедовали христианство (в 2000 году — 53,3 %), 20,2 % — буддизм (в 2000 году — 13,7 %), 9,2 % — ислам (в 2000 году — 22,3 %), 0,8 % — индуизм (в 2000 году — 1,1 %), 0,6 % — даосизм (в 2000 году — 0,2 %), 1,1 % — другие религии (в 2000 году — 1,3 %), 10,6 % считались нерелигиозными (в 2000 году — 8,1 %). Среди европейцев преобладают англичане, проживают также американцы, шотландцы, голландцы, евреи, армяне и португальцы. Европейцы и евразийцы — преимущественно протестанты и католики, евреи — иудеи, армяне — приверженцы Армянской апостольской церкви. В Сингапуре имеются небольшие общины арабов, афганцев, японцев, бирманцев, филиппинцев, тайцев и корейцев. Арабы являются потомками выходцев из различных стран Северной Африки и Ближнего Востока, в подавляющем большинстве они исповедают ислам суннитского направления, но есть небольшая группа ливанских христиан. Афганцы исповедуют ислам суннитского направления ханафитского мазхаба.
Также в Сингапуре имеется значительная община трудовых мигрантов из Индии, Бангладеш и Китая, которые заняты на низкооплачиваемых работах (например, в строительстве, на транспорте, в сфере общественного питания, на судостроительных верфях, которые производят нефтяные платформы). Они проживают в общежитиях и отсылают большую часть заработанных денег на родину. Большинство этих иммигрантов после окончания контракта возвращаются домой, но некоторые оседают в Сингапуре.
На единственно действующем в Сингапуре кладбище Цайцоган существуют отдельные секции для захоронения христиан, китайцев, индуистов, мусульман, ахмадитов, евреев, парсов и бахаистов. В частных и муниципальных колумбариях также существуют отдельные секции для различных этно-религиозных групп.

## Конфессии

### Буддизм
По состоянию на 2020 год 31,1 % населения Сингапура исповедовали буддизм (в 2010 году — 33,3 %). Крупнейшей по численности группой последователей буддизма ветви махаяна являются китайцы. Также имеются небольшие общины приверженцев ветвей тхеравада и ваджраяна — выходцы из Шри-Ланки, Мьянмы и Таиланда, вьетнамцы, японцы, часть индийцев, небольшие группы малайцев, европейцев, евроазиатов и американцев. Все буддийские общины Сингапура автономны, храмы, учреждаемые преимущественно на этноконфессиональной основе, являются центрами религиозной активности для своих приходов. В стране активны буддийские миссионеры из Тайваня, Шри-Ланки, Тибета и Японии (Сока Гаккай). Махаяна в Сингапуре представлена несколькими школами, в частности цзинтуцзун и чань, ваджраяна — школами гелуг и ньингма. Активность зарубежных миссионеров привела к тому, что большинство храмов и религиозных центров Сингапура разделилось на три основные течения — китайский (традиционный), тайский и тибетский буддизм.
Буддизм играет большую роль в быту и повседневной жизни китайской общины. В общественной и социальной деятельности буддисты действуют активнее, чем сторонники даосизма и конфуцианства, а организации приверженцев тхеравады уступают по размаху работы махаянистским. В стране имеется несколько крупных буддийский организаций: Буддийская сангха Сингапура, объединяющая всех буддистов, Китайская буддийская ассоциация, Буддийский союз, Буддийская федерация Сингапура, Сингапурская буддийская ложа, Wat Ananda Youth (WAY) и другие. Среди наиболее влиятельных и многочисленных буддийских объединений лидируют те, в которых состоят преимущественно китайцы (приверженцы махаяны). Буддийская сангха входит в состав Всемирного братства буддистов и владеет храмами, монастырями, школами, молодёжными центрами, различной недвижимостью, издательством и рядом печатных изданий (различная религиозная хроника регулярно печатается и в светской прессе). В последние десятилетия в Сингапуре обосновались новые буддийские организации, особенно те, что представляют популярное течение «гуманистического буддизма», в том числе тайваньская Фогуаншань, тайваньский Фонд Цыцзи и американская Международная ассоциация Свет Будды. Не отстают от них в активности и различные организации тибетского буддизма, а также приверженцы «христианизированного» буддизма (Thekchen Choling, Gelugpa Buddhist Association, Tibetan Buddhist center, PannaYouth Center). В китайских школах, особенно начальных, большое внимание уделяется преподаванию основ буддизма.
Координацией сугубо конфессиональной деятельности всех сингапурских буддийских общин занимается учреждённая в 1978 году Сингапурская организация Будда-яна (включает в себя духовных лиц, принадлежащих к обеим ветвям буддизма). Она же занимается распространением идей буддизма, установлением контактов с представителями других вероисповеданий, благотворительностью, но не контролирует отдельные общины. Из благотворительных и культурно-просветительских учреждений ветви махаяна выделяются Наньянское отделение буддийской культуры и Сингапурская общедоступная клиника. Новые организации «гуманистического буддизма» активно наращивают своё присутствие в интернете, издают газеты и журналы, основывают общественные центры для молодёжи и стариков, образовательные центры и программы, медицинские учреждения. Такой прозелитизм привёл к тому, что многие специалисты стали разделять сингапурских буддистов на приверженцев традиционного и реформистского буддизма (сперва первых было больше, но число вторых росло быстрыми темпами). К традиционалистам принадлежат приверженцы китайского синкретизма, в то время как реформисты выступают за очищение буддизма от различных наслоений, предрассудков, мистических ритуалов и возвращение к истокам канонической веры (особый акцент они делают на преимуществе буддийской идеологии над ритуалами).
В Сингапуре находится множество буддийских храмов и монастырей, как древних, так и современных. Старейшим буддийско-даосским храмом фуцзяньской общины является Тянь-Хок-Кенг («Храм божественного блаженства»), основанный китайскими моряками в 1839 году. Один из храмов комплекса посвящён богине Мацзу, другой — богине Гуаньинь. В пагоде на территории храма в 1849 году была основана первая китайская школа Сингапура. Важное значение имеет монастырь Ляньшань-Шуанлинь, построенный в 1902 году на пожертвования фуцзяньской общины и относящийся к школе чань. Старейшим храмом тхеравады является Маха Сасана Рамси (он же Бирманский храм), основанный бирманцами в 1875 году. Кроме того, к ветви тхеравада относятся тайский храм Ват Ананда Метьярама, построенный в 1925 году, храм Шакьямуни Будда Гая («Храм тысячи лампад»), основанный тайским монахом в 1927 году и храм Ват Палелай, основанный в 1963 году для растущей тайской общины. Также существует основанный в 1989 году буддийский центр Амитабха, относящийся к тибетскому буддизму. В сингапурском чайнатауне расположен большой храм-музей Зуба Будды, официально открывшийся в 2007 году.
Крупнейшим монастырским комплексом Сингапура является Гуанминшань-пуцзюэ-сы, основанный в 1921 году для многочисленных монахов, прибывших в город и не имевших крыши над головой. Сегодня в состав комплекса входят крематорий, колумбарий, библиотека, залы для церемоний и выступлений, санаторий, учебные заведения, а также несколько храмов, пагод и павильонов. К числу древних и высокочтимых буддийских храмов относится Гуаньинь-тан-фоцзу, основанный китайцами в 1884 году и посвящённый Гуаньинь. Так же популярен у прихожан мемориальный храм Баоэньсы, основанный в 1954 году и посвящённый всем погибшим во время японской оккупации Сингапура. Среди буддийских учебных и просветительских заведений выделяются основанная в 1982 году Буддийской федерацией Сингапура средняя школа Манджусри, основанная в 1983 году буддийская библиотека и буддийская школа при ней, основанный в 1993 году колледж Буддизм энд Пали, аффилированный с одноимённым ланкийским университетом, и основанный в 2005 году Сингапурский буддийский колледж. Главным праздником сингапурских буддистов, включённым в разряд общегосударственных выходных дней и широко отмечаемым не только буддистами, является Весак.
С началом британской колонизации Сингапура сюда хлынули переселенцы из Южного Китая, принеся с собой и свои религиозные культы. Большинство этих первых иммигрантов исповедовали своеобразный синкретизм, объединявший поклонение Будде, бодхисаттвам, Конфуцию и различным божествам даосского пантеона. Вслед за китайскими рабочими в Сингапур прибыли и первые монахи, а в 1828 году на острове появился и первый буддийский храм (изначально монахи уделяли много внимания ритуальной стороне буддизма и не проявляли активность в проповедовании дхармы). В конце XIX — начале XX века в Сингапур прибыло несколько авторитетных буддийских монахов (одни по пути в Индию, другие — специально по приглашению китайской общины), за которыми потянулись и другие братья. В 1898 году был основан старейший буддийский монастырь Ляньшань-Шуанлинь, в 1921 году — ныне крупнейший монастырский комплекс Гуанминшань-пуцзюэ-сы. В 1927 году была основана Китайская буддийская ассоциация, активно занявшаяся образованием и социальным обеспечением местных буддистов.
В последней четверти XX века буддизм был самой быстрорастущей религией Сингапура (27,0 % населения в 1980 году, 31,2 % в 1990 году, 42,5 % в 2000 году). К началу XXI века уже 65 % китайских буддистов считались приверженцами реформаторского течения, отбросившими традиции синкретизма (этому способствовала политика и властей, и Буддийской сангхи, и миссионеров-реформистов). Однако, в первом десятилетии XXI века доля буддистов сократилась, а процент даосов и приверженцев китайского синкретизма наоборот вырос.

### Христианство
По состоянию на 2020 год христианство исповедовали 18,9 % сингапурцев (в 2010 году — 18,3 %). Эта религия начала распространяться среди местного населения в первой половине XIX века благодаря европейским миссионерам. Кроме того, её носителями были уже обращённые в христианство представители народов других частей Азии (китайцы и индийцы), прибывавшие в Сингапур. Сегодня наиболее крупными этническими группами среди христиан являются китайцы, англичане и индийцы (христиане-китайцы в большинстве своём сторонники римо-католической церкви, англичане — англиканской церкви, индийцы — методистской). В стране представлены многочисленные христианские направления и организации; большинство составляют последователи западного христианства (католики и протестанты), но есть и небольшая группа сторонников восточного христианства (армяне, православные и униаты).
Большинство приверженцев католицизма составляют китайцы, остальные — европейцы (американцы, немцы, португальцы, испанцы, шотландцы), индийцы (группы малаяли, телугу, тамилов, сингалов), филиппинцы, индонезийцы, корейцы и японцы. Имеется небольшая франкоязычная католическая община, находящаяся под патронатом Парижского общества заграничных миссий. Уже в XVI веке на острове обосновалась португальская католическая миссия, затем стали прибывать французские миссионеры-католики. В 1841 году в Сингапуре был учреждён епископат, под началом которого состояло около 500 местных католиков. В конце XIX — начале XX века большую роль в распространении католицизма и строительстве храмов в Сингапуре сыграл китайский коммерсант и филантроп Хиок Чан Лоу. Римо-католическая церковь имеет свои соборы, приюты, гуманитарные фонды, образовательные программы, школы и семинарию, выпускает различную религиозную литературу и периодику (в католических учебных заведениях обучается немало детей из семей, принадлежащих к другим конфессиям). Возглавляет местную католическую общину архиепископ из числа сингапурских китайцев (архиепархия Сингапура была образована в 1972 году).
Кафедральным собором сингапурской архиепархии является собор Доброго Пастыря, построенный в 1847 году (он же является центром китайских, корейских и филиппинских католиков). Среди других католических храмов Сингапура выделяются церковь Святых Петра и Павла, построенная в 1870 году, церковь Лурдской Божией Матери, построенная в 1888 году (центр тамильских и сингальских католиков), церковь Рождества Пресвятой Девы Марии, построенная в 1901 году, церковь Святого Семейства, основанная в 1902 году (центр католиков-перанакан), церковь Святейшего Сердца Иисуса, построенная в 1910 году, церковь Святого Иосифа, построенная в 1912 году (центр португальских евразийцев или кристангов), церковь Святой Терезы, построенная в 1928 году, церковь Новены, построенная в 1950 году, церковь Святого Франциска Ксаверия, построенная в 1958 году, церковь Святой Троицы, построенная в 1988 году, церковь Пресвятой Девы Марии Царицы Ангелов, построенная в 2003 году, часовня Доброго Пастыря (центр франкоязычных католиков).
Среди протестантских организаций лидирует Церковь провинции Юго-Восточная Азии, созданная в 1996 году и входящая в состав Англиканского сообщества (она находится в полном каноническом единстве с Церковью Англии и объединяет верующих в самостоятельный Англиканский диоцез Сингапура, возглавляемый местным епископом-китайцем). Англиканская церковь владеет рядом храмов и школ, в том числе кафедральным собором Святого Андрея, основанным в 1835 году (снесён в 1855 году, перестроен в 1856—1861 годах), церковью Святого Георгия, церковью Спасителя, церковью Святого Матвея и церковью Святой Троицы. Сингапурские методисты подчинены Методистской церкви Сингапура, которую возглавляет епископ-китаец. Они имеют около 50 церквей и несколько десятков школ, в том числе церковь Телок-Айер и церковь Уэсли. Пресвитерианство представлено небольшой общиной, действующей в Сингапуре с 1856 года (эта церковь тесно связана с миссионерскими центрами Северной Америки). Пресвитериане имеют несколько храмов и школ (в том числе церковь Принсеп-стрит, основанную в 1843 году, церковь Орчард-роуд и церковь Бетель), а также выпускают свой печатный орган «Сент-Эндрюс Аутлук». Баптисты, объединённые в Сингапурское баптистское соглашение (создано в 1974 году), имеют более трёх десятков церквей, в том числе церковь Общества веры и Международную баптистскую церковь. Также в стране представлены Евангелическая свободная церковь, Американская лютеранская миссия, Баптистские церкви Малайзии, Пресвитерианская церковь Кореи, Пресвитерианская церковь жизненной Библии, Ассамблеи Бога, Церковь адвентистов седьмого дня, Заморская миссионерская корпорация, Библейское общество Малайзии, Сингапура и Брунея, YMCA, Движение студентов-христиан и англиканское Объединённое общество пропаганды Священного писания. Кроме того, с 1864 года под руководством американских миссионеров в Сингапуре действует Ассамблея собратьев.
Начало деятельности протестантской общины положили прибывшие в Сингапур вместе с первыми британцами члены Лондонского миссионерского общества и англиканские миссионеры. На рубеже XIX — XX веков англиканские миссии столкнулись с конкуренцией американских миссионеров, особенно методистов. В итоге американцы победили в этом соперничестве, и с тех пор верхушка протестантской общины Сингапура перестала быть по преимуществу европейской и отчасти евразийской. Она стала пополняться теми компрадорами из числа китайцев и индийцев, которые надеялись с принятием христианства приобрести дополнительные льготы и выгоды в своих контактах с Западом. В 1905 году в Сингапуре обосновались адвентисты седьмого дня, в 1926 году — члены Ассамблей Бога, в 1927 году — лютеране, в 1935 году — члены Армии спасения, в 1937 году — баптисты, в 1952 году — библейские пресвитериане и члены Христианской национальной евангелистской комиссии, в 1968 году — мормоны. В 70-х годах XX века руководство христианским движением столкнулось с оппозицией, во главе которой стояли радикально настроенные студенты и молодые интеллигенты, в том числе некоторые госслужащие, обращавшиеся к раннехристианским традициям. Они пытались улучшить положение трудящихся, оказывали помощь безработным, согласно своим убеждениям решали трудовые конфликты, но в конечном счёте не добились сколько-нибудь существенных результатов. В последние десятилетия наиболее активно увеличивают число своих сторонников, особенно среди молодёжи, пятидесятники, баптисты и представители харизматического движения (Церковь Сити-Харвест, Церковь Новое Мироздание, Баптистская Церковь Общества веры, Церковь Сердце Бога, Благодатная ассамблея Бога, Церковь Элим, Общественная Церковь Краеугольного Камня, Церковь Нашего Спасителя, Независимо-пресвитерианская церковь Вифании и Евангельский маяк).
В Сингапуре существует небольшая община сторонников Армянской апостольской церкви. В основном это потомки армян, которые приехали из Ирана и Британской Индии во второй половине XIX века (они проживают в небольшом квартале вокруг Армениен-стрит). Главным храмом общины является церковь Святого Григория Просветителя, построенная в 1835 году (старейший христианский храм Сингапура). Русская православная церковь имеет в Сингапуре приход Успения Пресвятой Богородицы. В 2008 году была образована Сингапурская митрополия Константинопольской православной церкви, охватывающая страны Юго-Восточной и Южной Азии. Также в стране представлены Сиро-малабарская католическая церковь (или Сирийская церковь Святого Фомы), Сиро-яковитская православная церковь, Коптская православная церковь и Украинская грекокатолическая церковь (местная община подчиняется епископу мельбурнской епархии Святых Петра и Павла).
Важное место в миссионерской и благотворительной деятельности христианских организаций занимает образование. Здесь лидирует католическая церковь, которой в Сингапуре подчиняются десятки детских садов, начальных и средних школ, колледжей. Католическая система образования занимает второе место после системы государственных школ и охватывает около 65 тыс. учащихся. Католические учебные заведения находятся под управлением Конгрегации Святого младенца Иисуса (действует в Сингапуре с 1854 года), конгрегации Братья христианских школ (Ласаллианского братства), Маристского братства, братства Святого Габриэля, конгрегации Францисканки Миссионерки Марии и каноссианцев. Среди наиболее престижных школ выделяются начальные школы Богоматери Доброй Советчицы, Катонга, Келлок, Богоматери Царицы Мира, Святого Иосифа, Святого Стефана, Святого Габриэля и Тоа-Пайох, средние школы Катонга, Тоа-Пайох, Святого Иосифа, Святой Терезы, Святого Николая, Святого Антония, Святого Габриэля, Святого Патрика, Хайсин, Святых Невинных, SJI International High School и Catholic High School, а также Католический подростковый колледж.
Англиканской церкви принадлежит образовательный комплекс Святого Андрея, объединяющий колледж, начальную и среднюю школы, а также Anglican High School, начальная школа Святой Маргариты и средняя школа Святой Маргариты, средняя школа Церкви Христа, начальная школа Святой Хильды и средняя школа Святой Хильды. Методистам принадлежат образовательный комплекс Англо-китайской школы (средняя и начальная школы с несколькими филиалами), средняя и начальная школы для девочек Пайя-Лебар, Методистская школа для девочек (средняя и начальная)), средние школы Гейланг и Фейрфилд, Англо-китайский подростковый колледж, начальные школы Гейланг и Фейрфилд. Пресвитерианам принадлежат начальная школа Гочжуань, начальная школа Пэйхуа, средняя школа Гочжуань и Presbyterian High School.
Кроме того, англиканскому диоцезу Сингапура принадлежат детские сады, детские развивающие центры, несколько медицинских учреждений, объединённых под управлением больницы миссии Святого Андрея. Методисты контролируют клинику и общежитие для бездомных детей. Лютеранская церковь Сингапура имеет детские сады и центры, а также теологические колледжи. Англикане, лютеране, методисты и пресвитериане в 1948 году совместно основали Теологический колледж Троицы, обучение в котором проходит на английском и китайском языках. Пятидесятники и харизматики в 1979 году основали колледж-семинарию Христианского центра Троицы. В 1992 году в Сингапуре открылась межцерковная Теологическая школа Восточной Азии. Наибольшую активность среди христианских организаций проявляют молодёжные объединения. С 1960-х годов развёртывается деятельность Товарищества школьников-христиан, «Молодёжи за Христа» и Товарищества евангелических студентов, в 1976 году было учреждено христианское общество по борьбе с наркоманией. Главными праздниками сингапурских христиан, включёнными в разряд общегосударственных выходных дней, являются Страстная пятница и Рождество Христово.

### Ислам
По состоянию на 2020 год ислама придерживалось 15,6 % населения Сингапура (в 2010 году — 14,7 %). Ислам распространился на территории Сингапура в XIV — XV веках, особенно в период Малаккского султаната (хотя следы исламского присутствия на территории современного Сингапура относятся ещё к XI — XIII векам). После установления британского господства в связи с притоком китайских иммигрантов ислам постепенно был оттеснён на второй план. В настоящее время основными приверженцами ислама являются малайцы, арабы, часть индийцев и небольшая группа китайцев.
В Сингапуре преобладает суннизм шафиитского мазхаба, который исповедует большинство малайцев, яванцев, китайцев-мусульман и часть арабов — выходцев из Хадрамаута (арабская община шафиитов владеет несколькими собственными мечетями). Сингапурские шафииты имеют в своём распоряжении мечети, исламские центры, начальные школы и медресе, а также поддерживают связи с общинами и учебными заведениями Малайзии, Индонезии и Йемена.
Сторонники ханафитского мазхаба имеются среди выходцев из Пакистана и Индии. Также в Сингапуре представлены исмаилиты (в основном выходцы из Пакистана), ибадиты (выходцы из Омана) и ахмадиты (часть пакистанцев, индийцев и небольшая группа малайцев). Сингапур является центром миссионерской деятельности секты ахмадийе в Юго-Восточной Азии, здесь находится издательство «Аль-Ахмадийе Пресс», выпускающее на малайском и английском языках религиозную литературу и периодику. Небольшая группа яванцев и малайцев исповедует кебатинан — синкретический культ, объединяющий в себе анимистические, индуистские, буддийские и суфийские ритуалы (большинство мусульман считают их «неверными»).
С 1958 года бракоразводными и прочими семейно-брачными делами мусульман Сингапура занимается шариатский суд. Поскольку число разводов было весьма значительно, власти при судах организовали советы, уполномоченные вести предварительные беседы, которые призваны добиться семейного примирения и предотвращения распада семьи. Согласно ряду законодательных мер, если дело о разводе рассматривается в шариатском суде, в Сингапуре предусматривается защита имущественных прав разведённых женщин и их детей.
До выхода Сингапура из состава Федерации Малайзии (1965 год) на острове действовала Малайская исламская партия, а сам Сингапур являлся ключевым перевалочным пунктом для паломников, отправлявшихся из различных стран Юго-Восточной Азии в Мекку. Сейчас в стране действуют Исламская партия Сингапура и партия «Исламское движение» (объединяют мусульман всех национальностей — малайцев, яванцев, индийцев, пакистанцев, арабов и афганцев). Делами мусульман и лоббированием интересов общины занимается Исламский религиозный совет Сингапура (Меджлис угума ислам Сингапура), созданный в 1968 году. Состав этого совета частично избирается, частично назначается сроком на три года (все члены совета во главе с муфтием Сингапура утверждаются в должности лично президентом страны). Из стен Исламского религиозного совета исходят тексты фетв и хутб.
Чиновники Исламского религиозного совета собирают с мусульман религиозные налоги и пожертвования, контролируют деятельность исламских начальных школ и медресе, следят за состоянием мечетей, мусульманских кладбищ и вакуфов, устраивают конкурсы чтецов Корана, дают консультации относительно различных вопросов шариата. Также они следят за тем, как мусульмане исполняют свои религиозные обязанности (такая слежка имеет юридическое основание в виде закона, принятого в 1966 году, который предписывает мусульманам неукоснительно выполнять эти обязанности, а также указа 1968 года, который описывает меры наказания для нарушителей благочестия). Исламский религиозный совет Сингапура с 1975 года контролирует совершение хаджа и с 1982 года проводит обязательную официальную регистрацию паломников (которые к тому же обязаны следовать в Мекку только на самолётах либо Singapore Airlines, либо Saudi Arabian Airlines).
Среди старых мечетей Сингапура выделяются Омар Кампонг Мелака, основанная в 1820 году арабским купцом из Палембанга, Султана Хуссейна, построенная в 1826 году султаном Джохора, Джамай, построенная в 1826 году тамильскими мусульманами в районе чайнатауна, Аль-Абрар, основанная в 1827 году в чайнатауне выходцами с Коромандельского берега, Нагоре Дурга, построенная в 1830 году индийскими купцами с Коромандельского берега, Хаджа Фатима, построенная в 1846 году богатой малайской семьёй, и Абдуль Гаффур (или Индийская мечеть), построенная в 1907 году индийскими купцами в районе Малая Индия. К послевоенным и новым мечетям относятся Ахмад Ибрагим, построенная в 1955 году, Малабар, построенная в 1962 году выходцами из Кералы, Аль-Ансар, построенная в 1981 году, Аль-Фалах и Дарул Макмур, построенные в 1987 году, Аль-Истикама, построенная в 1999 году, Аль-Иман, построенная в 2003 году, и Ан-Надха, построенная в 2006 году.
Последователи секты ахмадийе имеют единственную в Сингапуре мечеть — Таха, построенную в районе Гейланг. Крупнейшими сингапурскими медресе являются Альджунид аль-Исламия, Альсагофф аль-Арабия, Аль-Ирсъяд аль-Исламия и Аль-Маариф аль-Исламия, где учеников обучают арабскому языку и основам богословия. Главными праздниками сингапурских мусульман, включёнными в разряд общегосударственных выходных дней, являются Хари Райя Пуаса (знаменующий окончание месячного поста в месяц Рамадан) и Хари Райя Хаджи (отмечаемый по случаю окончания хаджа в Мекку).

### Даосизм
По состоянию на 2020 год даосизм и китайскую народную религию исповедовали 8,8 % сингапурцев (в 2010 году — 10,9 %). Влияние обрядовой стороны даосизма заметно и у буддистов, и конфуцианцев (особенно это проявляется в похоронных обрядах). Эти религии образуют своеобразную триаду, в которой довольно сложно выделить приверженцев того или иного течения в «чистом» виде (более подробно читайте об этом в разделе «Китайский религиозный синкретизм»). Среди сингапурских даоистов наиболее почитаемы Юй-ди, Сюань Ву, Гуань Юй, Мацзу и Шанди, а также Фулушоу (бог Фортуны), буддийские Амитабха и Гуаньинь. Популярным элементом даосизма является оздоровительная гимнастика и боевое искусство тайцзицюань. В 1990 году была учреждена Даосская федерация Сингапура, с которой аффилированы около пятисот храмов, святилищ и организаций, в 1996 году была образована Даосская миссия Сингапура. Старейшими даосскими храмами Сингапура являются Юэ-Хай-Цин, построенный в 1855 году, и Чэньшицзунцы, основанный в 1876 году. Среди других даосских храмов выделяются Хонгсуанси, построенный в 1913 году фуцзяньцами, и Аньцэ-сянъонг, основанный в 20-х годах XX века выходцами из Гуандуна.

### Индуизм
По состоянию на 2020 год индуизма придерживалось 5,0 % населения Сингапура (в 2010 году — 5,1 %). Индуизм преобладает среди выходцев из Южной Индии (тамилов, малаяли, каннара и телугу), которые составляют большинство в индийской общине Сингапура. Подавляющее большинство индуистов являются последователями шиваизма (среди тамилов широко распространён культ лингама), остальные — шактизма (особенно малаяли) и вишнуизма. Для местных индуистов характерна слабая приверженность к соблюдению кастовых запретов и ограничений.
Главными праздниками индуистов являются Дивали («праздник Огней»), Тайпусам («праздник Искупления»), Понгал («праздник урожая»), Путанду (тамильский Новый год), Холи («праздник весны» или «праздник красок»), Тимити (церемония хождения по огню) и празднества, посвящённые главным божествам индуистского пантеона (Брахме, Кришне, Вишну, Шиве, Ганеше, Кали и т.д), например, Махашиваратри («великая ночь Шивы») и Наваратри («девять ночей»). Дивали является в Сингапуре официальным выходным днём. Характерной особенностью Сингапура является то, что многие китайцы (в основном буддисты и даосы) участвуют в индуистских церемониях, праздниках и фестивалях, а также жертвуют деньги для индуистских храмов.
Наиболее старым индуистским храмом Сингапура является Шри Мариамман, посвящённый богине Мариамман, а также Раме, Муругану, Дурге и Ганешу. Он был основан в 1827 году богатым тамильским коммерсантом и расположен в центре чайнатауна. Среди других важнейших индуистских храмов выделяются Шри Вадапатхира Калиамман, основанный в 1830 году и посвящённый богине Кали, Шри Шриниваса Перумал, основанный в 1855 году в районе Малая Индия и посвящённый Вишну, Шри Тхендайютхапани (или Четтьяр), построенный в 1859 году на средства тамильских ростовщиков четти и посвящённый Шиве и Муругану, Шри Шиван, основанный в 50-х годах XIX века и посвящённый Шиве, Шри Вирамакалиямман, построенный в 1881 году выходцами из Бенгалии и посвящённый богине Кали, Шри Манматха Карунешварар, основанный в 1888 году на средства тамильской общины и посвящённый Шиве, Шри Шива Дурга, основанный в 1906 году и посвящённый Шиве и Дурге, Шри Рутхра Калиамман, построенный в 1913 году и посвящённый богине Кали.
Также в Сингапуре расположены индуистские храмы Шри Сенпага Винаягар, основанный в 1923 году общиной цейлонских тамилов и посвящённый Ганешу, Шри Шива Кришна, построенный в 1962 году и посвящённый Шиве и Кришне, Шри Рамар, посвящённый Раме, Шри Дарма Мунишваран, посвящённый Шиве, Муругану, Ганешу и Наги, Шри Кришнан, посвящённый Кришне, Шри Лаян Ситхи Винаягар, посвящённый Ганешу. Храм Шри Лакшминараян является центром немногочисленной общины выходцев из Северной Индии.
Индуизм стал заметной конфессией в Сингапуре уже во второй половине 20-х годов XIX века, когда сюда прибыла первая волна тамилов (тогда же они построили в Сингапуре индуистский храм Шри Мариамман, но первое святилище, не дошедшее до наших дней, появилось в Сингапуре в 1819 году благодаря индусу из Пинанга). Впоследствии всё возрастающее храмовое строительство финансировалось в основном индийскими и цейлонскими купцами и ростовщиками, разбогатевшими благодаря тесным связям с британской администрацией. Со временем появились некоторые отличия между каноническими индуистскими предписаниями и тем, как обряды осуществляются в смешанной индуистской общине Сингапура (например, здесь никогда не было строгих ограничений на посещение храмов членами отдельных низких каст, не практиковались выступления храмовых танцовщиц девадаси).
Отдельные храмовые приходы в Сингапуре фактически автономны. Делами всей индуистской общины занимается созданное в 1917 году специальное управление. Оно состоит из председателя, 10 членов и секретаря. В 1968 году при этом управлении был учреждён отдел (The Hindu Endowments Board), который контролирует деятельность храмов и всю храмовую собственность, а также руководит индуистскими детскими садами и благотворительным ашрамом, организовывает главные индуистские праздники. Реформа индуистского права шла в Сингапуре медленнее, чем в Индии. Например, если закон о запрете полигамии распространился на индуистов Индии в 1955 году, то на сингапурских — только в 1967 году. Из действующих в Сингапуре индуистских объединений и организаций наиболее активны и влиятельны Миссия Рамакришны, Арья-самадж, Нараяна-гурукула, Сингапурская Хинду Сабха, Ассоциация южноиндийских брахманов и Североиндийская индуистская ассоциация. Также в Сингапуре представлена неоиндуистская организация Шри Сатья Саи.

### Сикхизм
Приверженцами сикхизма являются в основном панджабцы, многие из которых по традиции служат в армии и полиции. По состоянию на 2010 год в Сингапуре насчитывалось 9,5 тыс. сикхов (по другим данным — до 15 тыс.). Центральный сикхский храм (или Вадда гурдвара), основанный в 1912 году, находится на перекрёстке улиц Серангун-роуд и Таунер-роуд. Кроме того, сикхской общине принадлежат храм (центр) на Силат-роуд, основанный в 2000 году и включающий в свой состав библиотеку и академию, а также гурдвара Кхалса Дхармак Сабха, гурдвара Сахиб Ишун и ещё несколько храмов. Деятельность сикхских храмов и другие дела общины контролирует Центральное сикхское храмовое управление, учреждённое в 1981 году.

### Иудаизм
Иудаизм исповедует небольшая еврейская община (согласно различным источникам — от 300 до 1 тыс. человек), обособленно проживающая в отдельном квартале. В основном это выходцы из Западной Европы (ашкеназы), придерживающиеся реформистского иудаизма. В Сингапуре расположены синагога Маген Авот, основанная в 1878 году, синагога Хесед-Эль, построенная в 1905 году, культурно-религиозный центр Якоба Балласа, воскресная еврейская школа и даже кошерный ресторан. Связями с общественностью ведает ежегодно избираемый Еврейский совет по вопросам благосостояния.
Первые еврейские купцы появились в Сингапуре в 20-х годах XIX века (по происхождению это были багдадские евреи, позже перебравшиеся в Британскую Индию). В 1840 году здесь обосновались члены влиятельной сефардской семьи Сасун, после чего еврейская община Сингапура стала расти быстрыми темпами (тогда же в городе появилась первая синагога, располагавшаяся на Синагога-стрит). На остров мигрировали сефарды из Ирака и Персии, а также ашкеназы из Восточной Европы (в 1879 году в Сингапуре насчитывалось более 170 евреев, в 1905 году — около 500, в 1911 году — около 600, в 1931 году — более 830, в 1939 году — около 1 тыс.). Они занимались посреднической торговлей между Китаем, Индией и Европой (особенно опиумом и чаем), финансовыми операциями и операциями с недвижимостью. После Второй мировой войны многие евреи уехали в Австралию, Британию, США и Израиль. В 1955 году первым премьер-министром получившего частичную независимость Сингапура стал бывший глава местной еврейской общины Дэвид Маршалл.

### Джайнизм
Джайнизм представлен в Сингапуре двумя главными течениями — шветамбары и дигамбары. Джайнская община насчитывает около 1 тыс. человек (в 1995 году — около 0,7 тыс.), у неё нет своего храма, но есть общинный центр с молитвенным залом и библиотекой. Первые джайны прибыли в Сингапур в начале XX века, в 1972 году община была официально зарегистрирована властями, сейчас большинство последователей джайнизма являются гуджаратцами, остальные — панджабцами и тамилами.

### Бахаи
Первые приверженцы веры бахаи, доктор К. М. Фоздар (1898—1958) и г-жа Ширин Фоздар (1905—1992), прибывшие из Бомбея, поселились в Сингапуре в середине XX века. В 1952 году был избран первый местный совет общины, называемый местным духовным собранием. В 1957 году у бахаи появилось своё кладбище, а в 1972 году было учереждено Духовное собрание бахаи Сингапура, объединившее под своим управлением пять местных духовных собраний. В 2022 году в Сингапуре насчитывалось более 2 тысяч бахаи.

### Зороастризм
В Сингапуре имеется небольшая община парсов, представленная выходцами из Индии и Пакистана. После Второй мировой войны торговцы-парсы из Китая построили в Сингапуре здание для проведения религиозных обрядов, в 1954 году была организована Ассоциация парсов Сингапура. Среди парсов было много богатых банкиров, коммерсантов, издателей, юристов и врачей, которые жертвовали деньги на благотворительность (особенно на медицину и образование). Сегодня община парсов насчитывает  около 300 человек, у них есть свой общинный центр и кладбище, но нет храма огня.

## Китайский религиозный синкретизм
Значительная часть китайского населения придерживается религиозного синкретизма, сочетающего буддизм, даосизм и конфуцианство, а также различные элементы культа предков и древнего анимизма, объединённые в так называемую китайскую народную религию (также известную как шенизм или шэньцзяо). Подсчитать точное число последователей этих религий и течений не представляется возможным, так как многие китайские буддисты в повседневной жизни придерживаются положений конфуцианства и даосизма (согласно различным оценкам, в начале 70-х годов XX века конфуцианства придерживалось около трети китайцев Сингапура, а даосизма — десятая часть китайской общины). Типичными примерами такого синкретизма являются знаменитый храм Тянь-Хок-Кенг, храм Фуктакчхи, основанный в 1824 году иммигрантами хакка и гуандунцами (в 1998 году восстановлен и преобразован в музей истории ранних китайских переселенцев), храм Доумугун, построенный в 1921 году выходцами из Гуандуна, и храм Цзиньлун-сы, основанный китайскими коммерсантами в 1941 году. Почти в каждом китайском доме или квартире имеется алтарь, вокруг которого совершаются различные богослужения, связанные с многочисленными семейными торжествами. Обычно роль служителя культа выполняет старший мужчина семьи, но в более торжественных или важных случаях китайцы отправляются в общинный храм.
Кроме того, даже китайцы-христиане склонны к своеобразному религиозному синкретизму. Официально считая себя католиками или протестантами, многие из них у себя дома имеют атрибуты других религий: рядом с распятием держат алтарь предков, фигурки Будды или священные свитки, а также участвуют в праздновании Цинмина и Чуньцзэ. Среди небольшой части китайцев, в основном выходцев из Малакки, распространён культ Датук Керамат (Датук Гонг, Натук-конг или Наду-гонг), совмещающий в себе элементы предисламского культа духов, суфизма и традиционных китайских верований.
Также среди китайцев сильны мистические обряды, которые исполняют цзитун (спиритисты и своеобразные посредники между мирами людей и духов). Они же выполняют и религиозно-обрядовые функции во время праздников и торжеств, гадают, исполняют ритуальные танцы (тяошэнь), совершают магические ритуалы, изготовляют различные талисманы, амулеты и обереги (например, детям часто одевают серебряные цепочки — «защиту» от смерти и происков «нечистой силы»). Китайцы старшего поколения нередко обращаются к услугам всевозможных гадателей, колдунов, знахарей, предсказателей, медиумов, экзорцистов и астрологов.

## Нерелигиозность
Нерелигиозные сингапурцы присутствуют во всех этнических, религиозных и социальных группах населения страны. С 2004 года неофициальные группы атеистов стали объединяться в социальных сетях и проводить свои собрания, становившиеся всё более популярными. Согласно переписи 2020 года нерелигиозными считали себя 20,0 % сингапурцев (в 2010 году — 17,0 %, в 1980 году — 13 %), при этом многие из них сохраняют приверженность к некоторым обрядам и ритуалам (например, чтят традиции культа предков). В 2010 году в Сингапуре было зарегистрировано Общество гуманизма, входящее в состав Международного гуманистического и этического союза. Общество объединило в своих рядах местных гуманистов, атеистов, скептиков, вольнодумцев, дарвинистов и агностиков.

## Толерантность и религиозная политика властей
Сингапур является светским государством и согласно его конституции, принятой в 1965 году, всем гражданам республики гарантируется свобода вероисповедания. Координацией деятельности многочисленных религиозных объединений страны занимается Межрелигиозная организация Сингапура, образованная в 1949 году. Её возглавляет совет, ежегодно избираемый представителями семи крупнейших конфессий (буддистами, христианами, мусульманами, индуистами, сикхами, иудеями и зороастрийцами) пропорционально числу верующих. Также с целью межконфессиональных контактов во второй половине 60-х годов XX века правительством был учреждён Институт по изучению религии и общества. Некоторые религиозные праздники в Сингапуре являются официальными и включены в разряд выходных дней.
От колониального периода Сингапур унаследовал официальное признание особых, в том числе религиозных прав малайской общины как исконных обитателей острова, а также систему государственного надзора над мусульманами и индуистами. Несмотря на декларируемую свободу вероисповедания, кроме особого контроля за мусульманами в стране фактически запрещены Свидетели Иеговы (с 1972 года) и Церковь Объединения (с 1982 года), исключённые властями из официального реестра конфессий. При этом правительство фактически лоббирует интересы малайцев-мусульман в сфере политики, образования, религии, культуры и языка. Власти стремятся отделить решение национальных проблем от сугубо конфессиональных вопросов. Такое размежевание мотивируется намерением предотвратить угрозу коммунализма, таящуюся в том, что этническое разнообразие населения сочетается с преобладанием в отдельных религиозных группах тех или иных этносов.
В 1977 году в правительстве Сингапура была введена должность министра по делам мусульман. В начале 80-х годов XX века в Сингапуре наблюдалась некоторая активизация радикально настроенных представителей малайской молодёжи, которые взывали к воскрешению традиций раннего ислама и требовали улучшения положения малайской общины. Власти обвинили их в симпатиях к иранской исламской революции, в связях с индонезийскими исламистами, выступавшими против режима Сухарто, и в разбрасывании антиправительственных листовок на улицах Сингапура, после чего обрушили репрессии на мусульманских радикалов. Аресты и гонения вскоре привели к прекращению всяких несанкционированных властями выступлений.
С 1981 года функционирует специальная служба, ответственная перед властями за планирование и организацию исламских религиозных торжеств и богословских дискуссий, за издание и распространение теологической литературы в мусульманской среде. С 1984 года в рамках правительственного курса «морального воспитания молодёжи» в выпускных классах средних школ появилось обязательное изучение основ христианства, ислама, индуизма, буддизма и конфуцианской этики. Выбор предмета определяется религиозной принадлежностью или желанием учащегося.
В современном Сингапуре довольно редки волнения и столкновения на этно-религиозной почве. В декабре 1950 года произошли мусульманско-христианские беспорядки, спровоцированные делом Марии Хертог. Во время пребывания Сингапура в составе Федерации Малайзии федеральные власти пытались обеспечить малайцам политическое господство в противовес экономическому доминированию китайцев, что вызвало напряжение в отношениях между этими двумя крупнейшими общинами города. В июле 1964 года начались кровавые китайско-малайские столкновения, а в сентябре того же года в связи с новой вспышкой насилия в Сингапуре даже было введено чрезвычайное положение. В 1969 году в стране вновь произошли крупные столкновения между китайцами и малайцами, после чего власти ввели строгое наказание за подобные действия. После терактов 11 сентября спецслужбы Сингапура усилили контроль за мусульманской общиной и в декабре 2011 года провели аресты членов радикальной исламистской организации Джемаа Исламия. В декабре 2013 года массовые беспорядки случились в районе Малая Индия (в них принимали участие выходцы из Южной Азии, в основном чернорабочие).

## Комментарии
1. ↑  Согласно другим данным, первая пресвитерианская церковь была основана в 1843 году, а община оформилась в 1856 году.
2. ↑  В 1830 году китайцы составляли 39 % населения Сингапура, а в 1867 году — уже 65 %.
3. ↑  Согласно другим данным, тамилы составляют 2/3 всех индийцев, представители других дравидоязычных народов — 1/5.
4. ↑  В 1829 году в Сингапуре насчитывалось около 200 католиков, в 1832 году — около 300.
5. ↑  Дееспособность обоих законодательных актов подкрепляется соответствующими решениями шариатских судов и жёсткими действиями полиции.
6. ↑  В Сингапуре представлены подсекты шактизма вамачара и дакшиначара.
7. ↑  Строгой цензуре поддаются многие фильмы, книги, песни, рисунки и другие произведения на религиозную тематику, например фильм «Последнее искушение Христа» Мартина Скорсезе или роман «Сатанинские стихи» Салмана Рушди.